# Orden de la Corona de Tonga
La Real Orden de la Corona de Tonga (en tongano: Fakalangilangi 'o Kalauni' o Tonga) es una orden al mérito otorgada por servicios excepcionales a Tonga y la Corona de Tonga.

## Historia
Fue establecidoa el 16 de abril de 1913 por Jorge Tupou II para recompensar a aquellos que se distinguieron por servicios excepcionales al Estado y la Corona. Fue reorganizada el 31 de julio de 2008 por el rey Jorge Tupou V, en particular en relación con todas las clases de mérito. Puede otorgarse a militares y civiles, nativos de Tonga o extranjeros, sin distinción de religión. 

## Clases
El orden está presentado en cuatro clases:
- Caballero/Dama Gran Cruz con Collar - (K.G.C.C.C.T.)
- Caballero/Dama Gran Cruz - (K/D.G.C.T.)
- Caballero/Dama Comendadora (K/D.C.C.T.)
- Miembro - (M.C.T.)

## Insignia
- La medalla consiste en una cruz maltesa esmaltada en blanco y bordeada en oro, con un medallón de oro en relieve que representa la corona real de Tonga en el centro, todo rodeado por un anillo rojo esmaltado grabado con el lema del reino en oro. "KO Y OTUA MO TONGA KO HOKU TOFI'A" ("Dios y Tonga son mi herencia") terminando con una estrella de oro de cinco puntas. La medalla es sostenida en la cinta por una corona de oro real de Tonga.
- La placa de la Orden ocupa las mismas decoraciones que la medalla, pero están montadas en una estrella de plata radiante con relieves en ocho brazos gruesos.
- La cinta es roja con una banda blanca en cada lado.

### Destinatarios
Australia
- Quentin Bryce (exgobernadora general de Australia)
- General Sir Peter Cosgrove (Gobernador General de Australia)

Bután
- S.A.R. la princesa  Sonam Dechen Wangchuck

Japón
- Emperatriz Kōjun
- Naruhito, emperador de Japón

Nueva Zelanda
- S.M. Tuheitia Paki, Rey del Maori

Tailandia
- SAR la princesa Sirindhorn de Tailandia, princesa Debaratanarajasuda, princesa real

Tonga
- S.M. la reina Halaevalu Mataʻaho
- S.A.R. el príncipe Sione Ngū Manumataongo
- S.A.R la princesa Carlota Mafileʻo Pilolevu Tukuʻaho
- S.M. la reina Carlota Tupou III
- S.A.R. el príncipe Tupoutoʻu ʻUlukalala
- S.A.R. la princesa Sinaitakala Fakafanua
- S.A.R. el príncipe Viliami Tukuʻaho

Reino Unido
- Príncipe Ricardo, duque de Gloucester
- Brígida, duquesa de Gloucester